# Tętnica jajnikowa

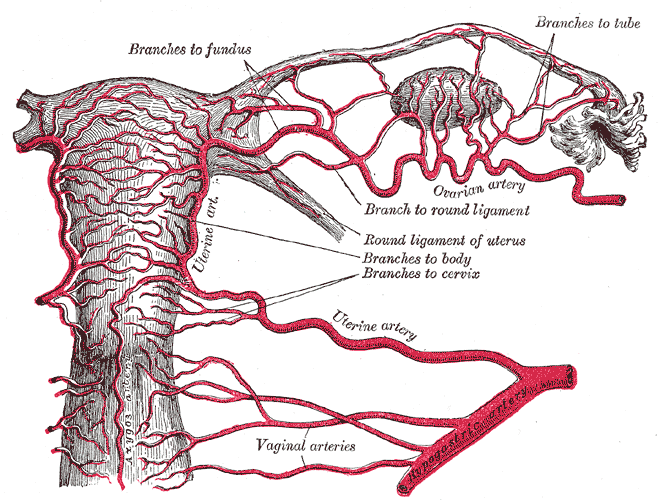
Tętnice układu rodnego. Tętnica jajnikowa biegnąca wężowato i poziomo (strona prawa rysunku) podpisana Ovarian artery

Tętnica jajnikowa (łac. arteria ovarica) – w anatomii człowieka tętnica występująca u kobiet, należąca do parzystych gałęzi trzewnych aorty brzusznej. Jej odpowiednikiem u mężczyzn jest tętnica jądrowa. Oba te naczynia dawniej określano jako tętnice nasienne wewnętrzne (arteriae spermaticae internae).
Tętnica jądrowa rozpoczyna się jako cienka gałąź na bocznym obwodzie aorty na poziomie L2 (rzadziej L3), w jej początku zdarzają się jednak odmienności. Często odchodzi ona od tętnicy nerkowej, rzadziej od tętnicy nadnerczowej środkowej lub tętnicy biodrowej wewnętrznej. Prawa i lewa tętnica jajnikowa mogą też odchodzić wspólnym pniem. Stosunkowo często występują tętnice nadliczbowe (w początkowych fazach rozwoju gonady są zaopatrywane przez 2 do 5 par tętnic). Następnie tętnica jajnikowa biegnie skośnie w dół i bocznie w przestrzeni zaotrzewnowej po mięśniu lędźwiowym większym. Prawa znajduje się między leżącą ku tyłowi (rzadko ku przodowi) od niej żyłą główną dolną, a leżącą ku przodowi częścią dolną dwunastnicy, zaś lewa za górną częścią okrężnicy esowatej. Następnie obie krzyżują moczowód biegnąc do przodu od niego i przechodząc z jego strony przyśrodkowej na boczną. Tętnica jajnikowa biegnie również do przodu od nerwu płciowo-udowego, a następnie do przodu od tętnicy biodrowej zewnętrznej. Tu skręca przyśrodkowo i biegnąc w więzadle wieszadłowym jajnika dochodzi do końca jajowodowego jajnika, a następnie biegnie wzdłuż jego brzegu krezkowego.
Tętnica jajnikowa oddaje gałąź do bańki jajowodu, zespalającą się z gałęzią jajowodową tętnicy macicznej tworząc tętniczy łuk jajnikowy. Pień tętnicy jajnikowej zespala się z gałęzią jajnikową tętnicy macicznej. Jajnik zazwyczaj zaopatrywany jest głównie przez tętnicę jajnikową, a tylko częściowo przez tętnicę maciczną, choć zdarza się, że gałąź jajnikowa tętnicy macicznej jest równie mocno rozwinięta, a czasem nawet jest silniejsza.